# Африканські Великі озера
8°00′ пд. ш. 35°00′ сх. д. / 8.000° пд. ш. 35.000° сх. д.

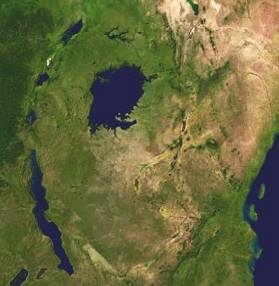
Африканські Великі озера та східне узбережжя Африки з космосу

Африканські Великі озера, або Великі Африканські озера — декілька великих за площею озер, що знаходяться у Східноафриканській зоні розломів чи довкола неї. До великих озер включають озеро Вікторія, друге за величиною прісноводе озеро у світі; та озеро Танганьїка, друге за глибиною та за об'ємом озеро у світі.
До Африканських Великих озер входять:
- Танганьїка
- Вікторія
- Альберт
- Едвард
- Ківу
- Ньяса

Деякі дослідники до Великих озер відносять лише озера Вікторія, Альберт та Едвард, оскільки лише ці три озера мають стік до Білого Нілу. Танганьїка та Ківу мають стік у систему річки Конго, а Малаві — в Замбезі через річку Шире.

## Регіон Великих озер
Цей регіон — один з найгустонаселеніших у світі. У ньому проживає приблизно 107 мільйонів осіб. Через вулканічну активність у минулому, в цій частині Африки знаходяться одні з найкращих пасовищ у світі. Висота над рівнем моря визначає відносно помірний клімат, незважаючи на екваторіальне положення. Через значну густину населення та велику кількість сільськогосподарської продукції, регіон Великих озер історично був розбитий на ряд невеликих держав, наймогутнішими з яких були Руанда, Бурунді, Буганда, Уньйоро.
Внаслідок тривалих пошуків витоку Нілу, регіон довгий час був привабливим для європейців. Першими прибулими туди місіонери, які зазнали невдачі при навертанні до християнства аборигенів, проте відкрили регіон для подальшої колонізації. Посилені контакти з рештою світу привели до декількох спустошливих епідемій, від яких страждали як люди, так і тварини. Внаслідок цього населення регіону в деяких областях скоротилося майже на 60 %. Лише у 1950-х роках населення регіону досягло доколоніального рівня.
Останніми роками в регіоні відбуваються громадянські війни та спалахи насильства, що заважають здолати відсталість та бідність регіону, лише Кенія та Танзанія можуть умовно вважатися виключеннями.

## Археологія
Два-три мільйони років тому озеро Туркана було більшим за площею, а територія довкола нього більш плодючою. Озеро стало центром ареалу ранніх гомінідів. Річард Лікі проводив тут численні антропологічні розкопки, внаслідок яких були відкриті багато важливих залишків гомінінів. Череп 1470 віком два мільйони років був знайдений 1972 р.; початково вважалось, що він належав Homo habilis, але деякі антропологи приписали його новому виду, Homo rudolfensis, названого за старою назвою озера — озеро Рудольф. 1984 року був знайдений хлопчик із Туркани, майже повний скелет хлопчика Homo erectus. Більш недавно тут був знайдений череп віком 3,5 млн років виду, який назвали Kenyanthropus platyops, тобто «пласколиця людина з Кенії».